# 弗里德里希 (维德)
弗里德里希（Friedrich，1872年—1945年），維德親王威廉的长子，阿尔巴尼亚親王威廉的长兄。
1898年在斯图加特迎娶符腾堡国王威廉二世的长女保琳公主，并有两子。1945年6月18日在新维德去世。由于长子赫尔曼于1941年在东线阵亡。维德亲王的称号由孙子弗里德里希·威廉继承。